# Сельское поселение Буньковское (Московская область)
Се́льское поселе́ние Бу́ньковское — упразднённое муниципальное образование в составе бывшего Ногинского муниципального района Московской области. Административный центр — деревня Большое Буньково.
Образовано 1 января 2006 года.
Глава сельского поселения — Шойко Олег Михайлович. Председатель Совета депутатов — Дзюндзя Николай Семенович.

## География
Сельское поселение Буньковское располагается на востоке Ногинского района. Граничит с городским поселением Ногинск и сельским поселением Мамонтовское, а также с городским округом Электросталь и Павлово-Посадским районом Московской области. Площадь территории муниципального образования — 7365 га.

## Население
| 2006  | 2007  | 2008  | 2009  | 2010  | 2011  |
| ----- | ----- | ----- | ----- | ----- | ----- |
| 6614  | ↗7778 | ↘7772 | ↗7823 | ↘7506 | ↗7626 |
| 2012  | 2013  | 2014  | 2015  | 2016  | 2017  |
| →7626 | ↘7491 | ↗7514 | ↘7496 | ↗7514 | ↗7552 |
| 2018  |       |       |       |       |       |
| ↗7587 |       |       |       |       |       |

По данным администрации Ногинского муниципального района на 2007 г. на территории сельского поселения Буньковское проживало 7770 жителей. Плотность населения составляла 108,5 чел./км².
По данным Госкомстата на 1 января 2011 года на территории сельского поселения Буньковское проживало 7519 жителей. Плотность населения составляла 105 чел./км².

## История
Сельское поселение Буньковское образовано 1 января 2006 года в рамках Реформы местного самоуправления в Российской Федерации, согласно Закону Московской области от 28 февраля 2005 года № 82/2005-ОЗ. В его состав вошли 6 населённых пунктов позже упразднённого Буньковского сельского округа Ногинского района Московской области.

## Состав сельского поселения
| № | Населённый пункт  | Тип населённого пункта          | Население |
| - | ----------------- | ------------------------------- | --------- |
| 1 | Богослово         | село                            | ↗46       |
| 2 | Большое Буньково  | деревня, административный центр | ↗4084     |
| 3 | Затишье           | посёлок                         | ↘127      |
| 4 | Караваево         | деревня                         | ↘883      |
| 5 | Новостройка       | посёлок                         | ↘2066     |
| 6 | Турбазы «Боровое» | посёлок                         | ↘300      |

(статья 8 пункт 2 Закона Московской области от 28.02.2005 № 82/2005-ОЗ «О статусе и границах Ногинского муниципального района и вновь образованных в его составе муниципальных образований»)

## Местное самоуправление
4 сентября 2005 года Главой муниципального образования «Сельское поселение Буньковское» путём голосования жителей избран Хабаров Алексей Иванович сроком на четыре года. 11 октября 2009 года он был переизбран на второй пятилетний срок. 20 октября 2010 года Хабаров был задержан в собственном кабинете при попытке получения взятки. 21 октября в отношении Главы было возбуждено уголовное дело по п.п. «а, в, г» ч. 2 ст. 163 УК РФ (вымогательство). В марте 2011 года дело было передано в суд.
25 сентября 2011 года по результатам досрочных выборов Главой муниципального образования «Сельское поселение Буньковское» был избран Шойко Олег Михайлович.